# Potamothrix vejdovskyi
Potamothrix vejdovskyi är en ringmaskart som först beskrevs av Hrabe 1941.  Potamothrix vejdovskyi ingår i släktet Potamothrix och familjen glattmaskar. Arten är reproducerande i Sverige. Inga underarter finns listade i Catalogue of Life.